# 白岡駅

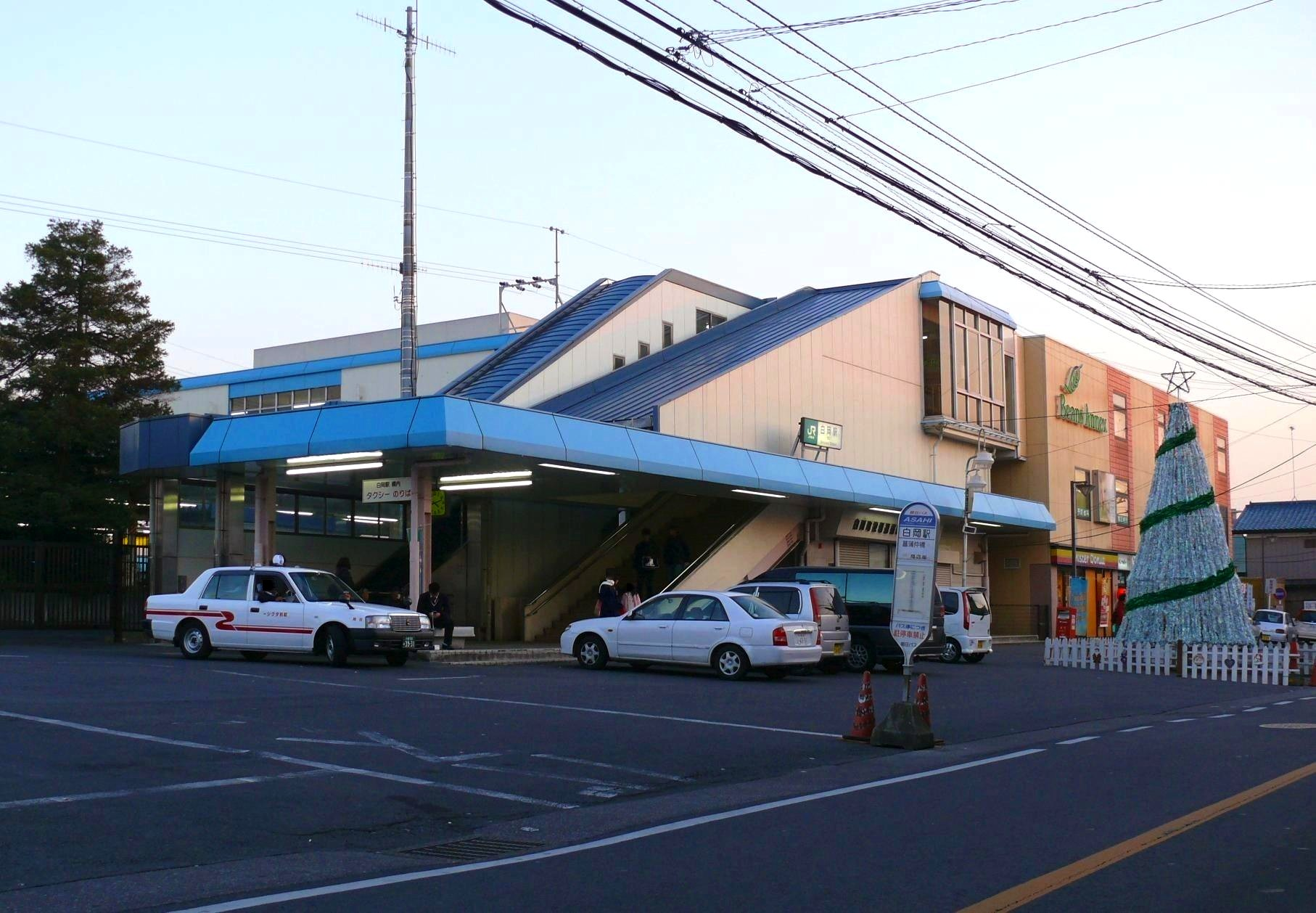
西口（2007年11月）

白岡駅（しらおかえき）は、埼玉県白岡市小久喜（こぐき）にある、東日本旅客鉄道（JR東日本）東北本線の駅である。
「宇都宮線」の路線愛称設定区間に含まれており、上野駅発着系統と、新宿駅経由で横須賀線に直通する湘南新宿ライン、上野駅・東京駅経由で東海道線に直通する上野東京ラインが停車する。

## 歴史
東北本線は1885年（明治18年）7月に大宮・宇都宮間の営業が開始されたが、蓮田・久喜間には駅が設けられなかった。
年月の経過にしたがって農産物の出荷等に蓮田・久喜両駅から鉄道を利用することも多くなり、駅設置の機運が高まっていった。そこで、1907年（明治41年）に日勝村長他10か村の連名で「停車場設置願」を衆議院・貴族院両議院および逓信大臣に提出するなどして1908年に白岡信号所が開設され、1910年に駅に格上げされ開業した。
信号所は日勝村小久喜に所在していたが、久喜駅との混同を避けるため、小久喜地区に隣接し古くからの地縁関係がある篠津村白岡および白岡八幡宮の名を借りて「白岡信号所」とし、駅に格上げされた際も白岡の名称を踏襲した。1954年、篠津村・日勝村・大山村の一部が合併した際に、当駅名を自治体名に採用して白岡町となり、その後市制を施行し現在に至る。

### 年表
- 1908年（明治41年）5月1日：帝国鉄道庁の白岡信号所が開設される[3]。
- 1910年（明治43年）2月11日：白岡信号所が駅に格上げされ、白岡駅が開業する[4]。
- 1976年（昭和51年）11月：橋上駅舎化[1]。
- 1984年（昭和59年）2月1日：貨物および荷物扱い廃止[3]。
- 1987年（昭和62年）4月1日：国鉄分割民営化に伴い、東日本旅客鉄道（JR東日本）の駅となる[3]。
- 1998年（平成10年）10月2日：西口にミニ駅ビル「ビーンズ・アネックス白岡」が開業[5]。
- 2001年（平成13年）11月18日：ICカード「Suica」の利用が可能となる[広報 1]。
- 2016年（平成28年）3月20日：みどりの窓口の営業を終了[6]。
- 2018年（平成30年）4月1日：業務委託化[7]。

## 駅構造
単式ホーム1面1線と島式ホーム1面2線、計2面3線のホームを持つ地上駅で、橋上駅舎および駅舎直結の駅ビルを有している。
久喜駅が管理し、JR東日本ステーションサービスが駅業務を委託する業務委託駅である。多機能券売機、指定席券売機、Suica対応自動改札機が設置されている。なお、お客さまサポートコールシステムが導入されており、一部の時間帯は遠隔対応のため改札係員は不在となる。また、男性用・女性用および車椅子対応のお手洗いが設置されているほか、各プラットホームにもエスカレーターおよびエレベーターといったバリアフリー設備が整備されている。

### のりば
| 番線 | 路線                 | 方向 | 行先                             | 備考            |
| ---- | -------------------- | ---- | -------------------------------- | --------------- |
| 1    | ■ 宇都宮線（東北線） | 下り | 久喜・小山・宇都宮方面           | 一部列車は2番線 |
| 2・3 | ■ 宇都宮線（東北線） | 上り | 大宮・東京・新宿・横浜・大船方面 |                 |
| 2・3 | ■ 湘南新宿ライン     | 上り | 大宮・東京・新宿・横浜・大船方面 |                 |
| 2・3 | ■ 上野東京ライン     | 上り | 大宮・東京・新宿・横浜・大船方面 |                 |

- 湘南新宿ラインの列車は前述のように横須賀線へ直通する。
- 当駅2番線は特急の通過待ちなどで用いられる。なお、人身事故などでダイヤが乱れた場合にも使用されることがあり、まれに下り列車が当駅で急遽折り返して上り列車になることがある。

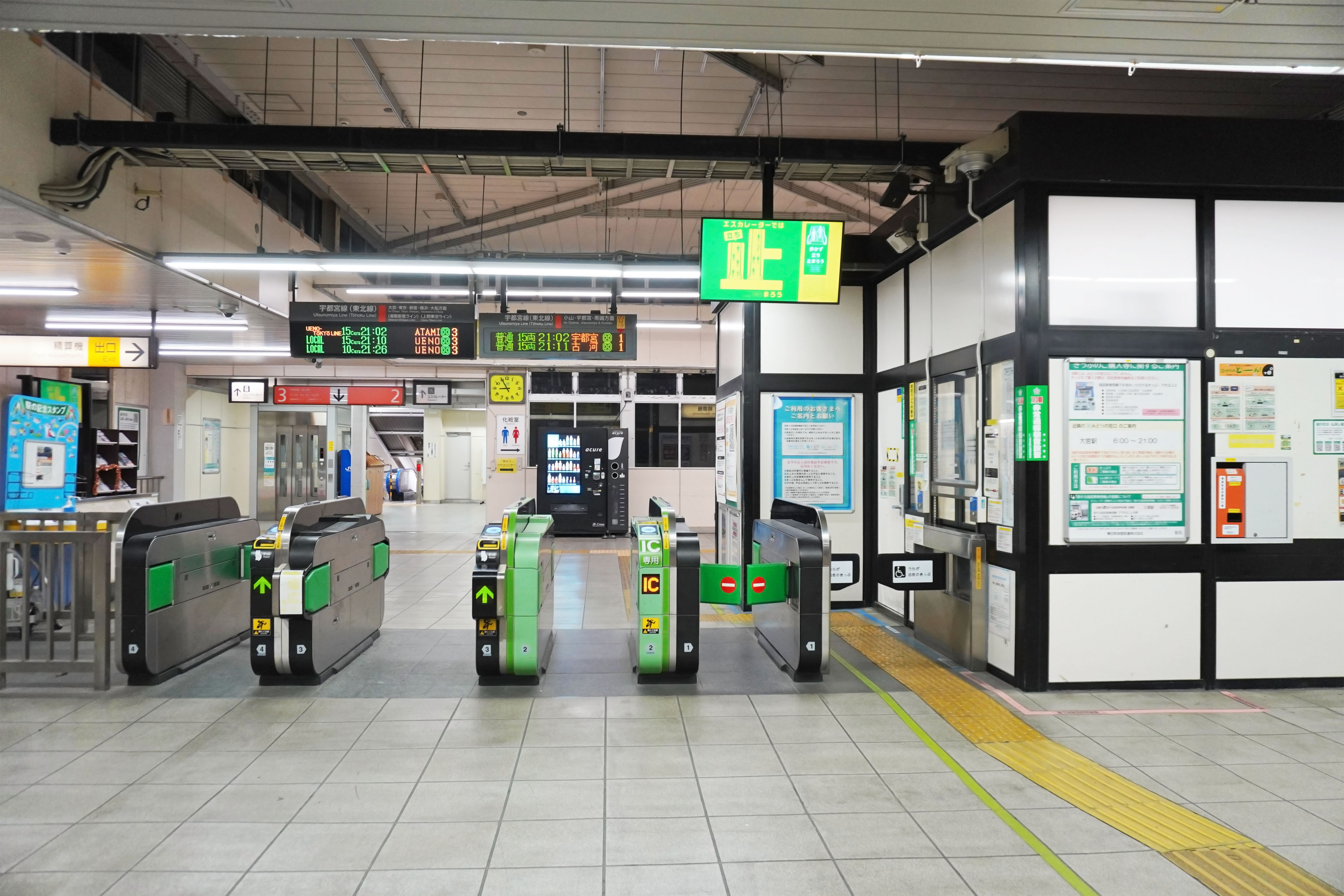
改札口（2024年5月）
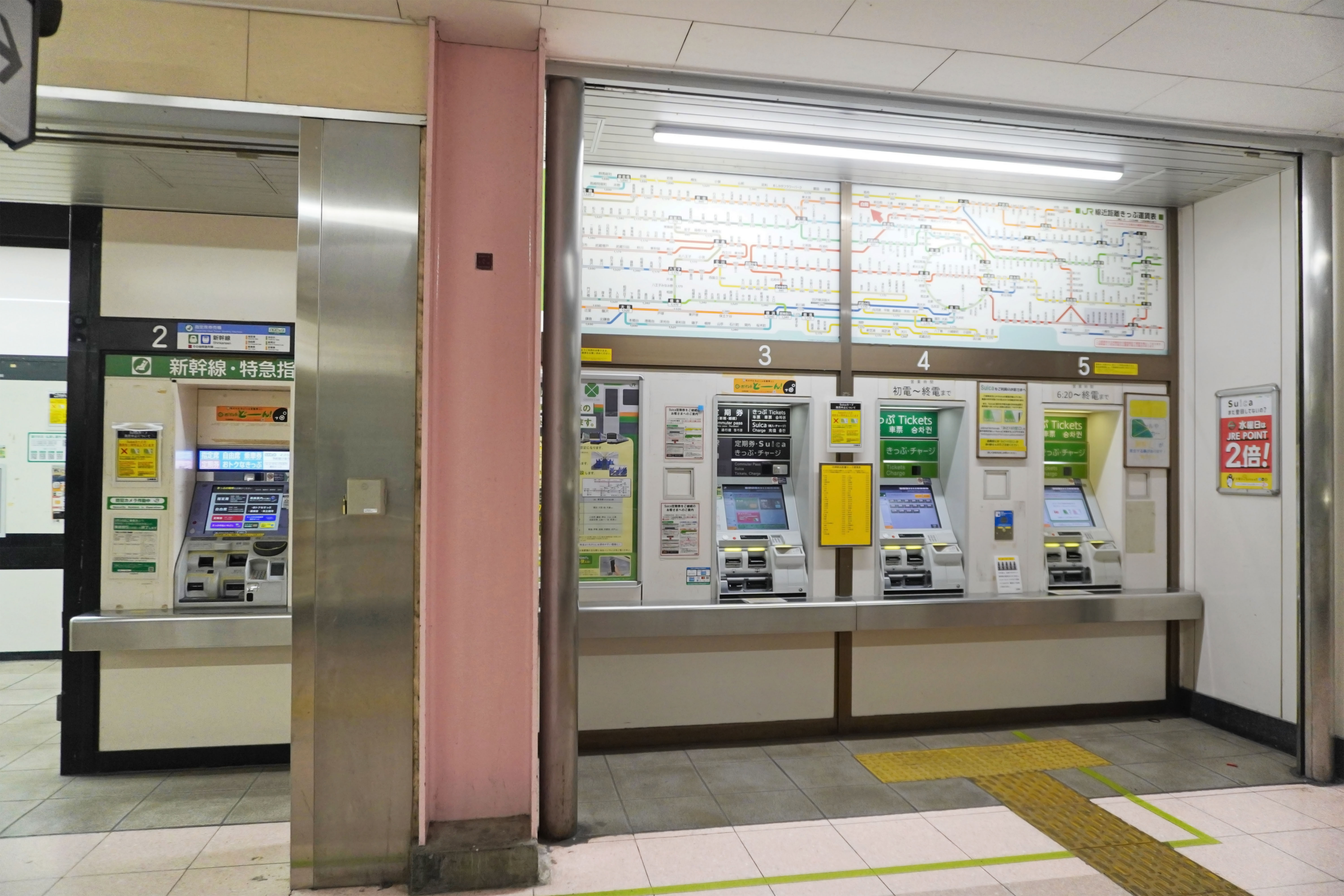
自動券売機（2024年5月）
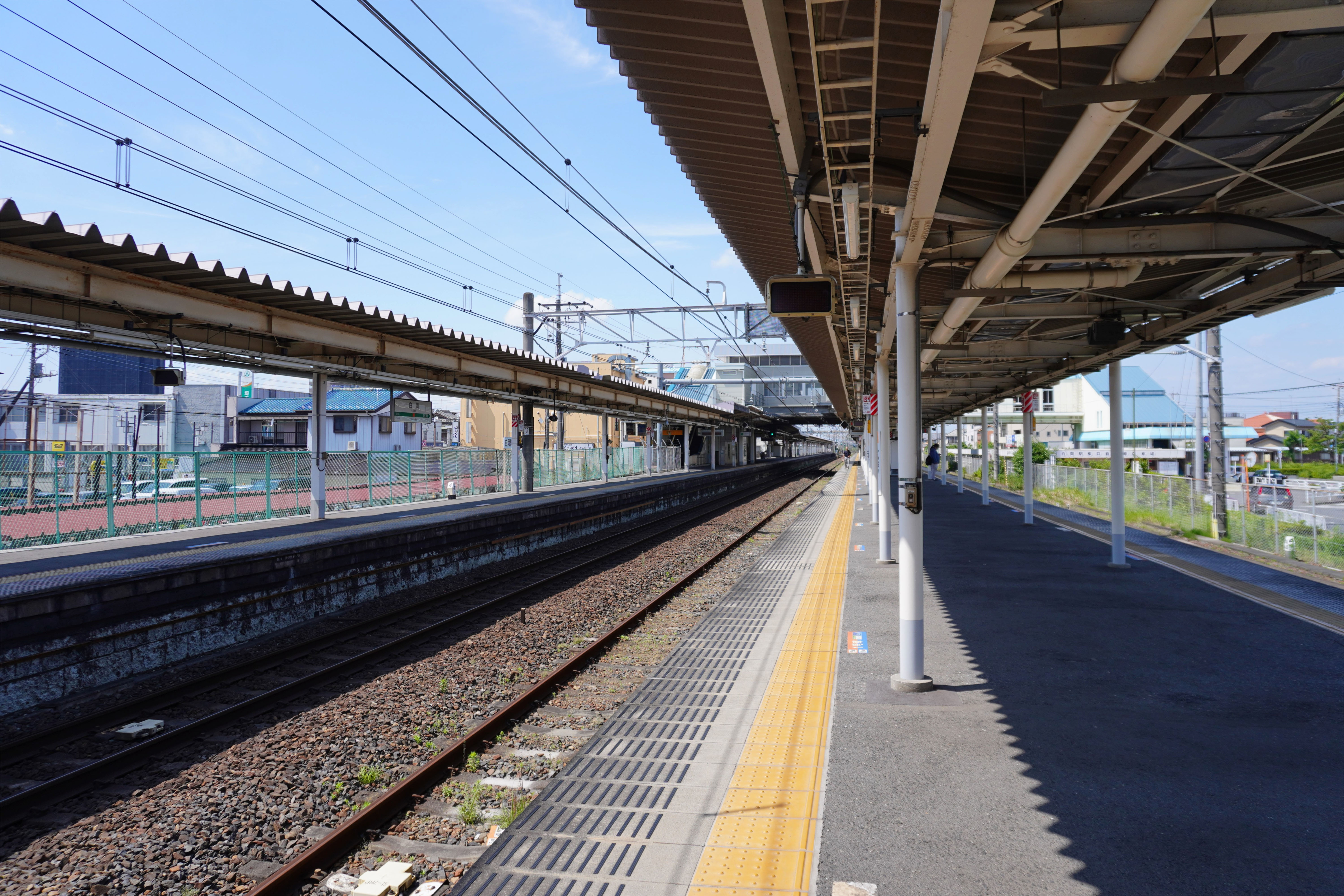
ホーム（2024年6月）

### 駅構内店舗
- NewDays KIOSK
- 白岡市役所連絡所（西口階段下）
- 駅ビル「ビーンズアネックス」

## 利用状況
2023年度（令和5年度）の1日平均乗車人員は11,529人である。
JR東日本および埼玉県統計年鑑によると、1990年度（平成2年度）以降の1日平均乗車人員の推移は以下の通り。
| 年度               | 1日平均 乗車人員 | 出典     |
| ------------------ | ---------------- | -------- |
| 1990年（平成02年） | 13,584           |          |
| 1991年（平成03年） | 14,028           |          |
| 1992年（平成04年） | 14,408           |          |
| 1993年（平成05年） | 14,650           |          |
| 1994年（平成06年） | 14,629           |          |
| 1995年（平成07年） | 14,829           |          |
| 1996年（平成08年） | 15,205           |          |
| 1997年（平成09年） | 15,166           |          |
| 1998年（平成10年） | 15,079           |          |
| 1999年（平成11年） | 14,845           | [ * 1 ]  |
| 2000年（平成12年） | 14,792           | [ * 2 ]  |
| 2001年（平成13年） | 14,569           | [ * 3 ]  |
| 2002年（平成14年） | 14,268           | [ * 4 ]  |
| 2003年（平成15年） | 14,153           | [ * 5 ]  |
| 2004年（平成16年） | 13,926           | [ * 6 ]  |
| 2005年（平成17年） | 13,789           | [ * 7 ]  |
| 2006年（平成18年） | 13,712           | [ * 8 ]  |
| 2007年（平成19年） | 13,570           | [ * 9 ]  |
| 2008年（平成20年） | 13,452           | [ * 10 ] |
| 2009年（平成21年） | 13,138           | [ * 11 ] |
| 2010年（平成22年） | 13,014           | [ * 12 ] |
| 2011年（平成23年） | 12,936           | [ * 13 ] |
| 2012年（平成24年） | 12,924           | [ * 14 ] |
| 2013年（平成25年） | 13,013           | [ * 15 ] |
| 2014年（平成26年） | 12,793           | [ * 16 ] |
| 2015年（平成27年） | 12,994           | [ * 17 ] |
| 2016年（平成28年） | 12,910           | [ * 18 ] |
| 2017年（平成29年） | 13,042           | [ * 19 ] |
| 2018年（平成30年） | 12,969           | [ * 20 ] |
| 2019年（令和元年） | 12,854           | [ * 21 ] |
| 2020年（令和02年） | 10,058           |          |
| 2021年（令和03年） | 10,407           |          |
| 2022年（令和04年） | 11,104           |          |
| 2023年（令和05年） | 11,529           |          |

一日平均乗車人員（単位：人/日）

## 駅周辺

### 西口

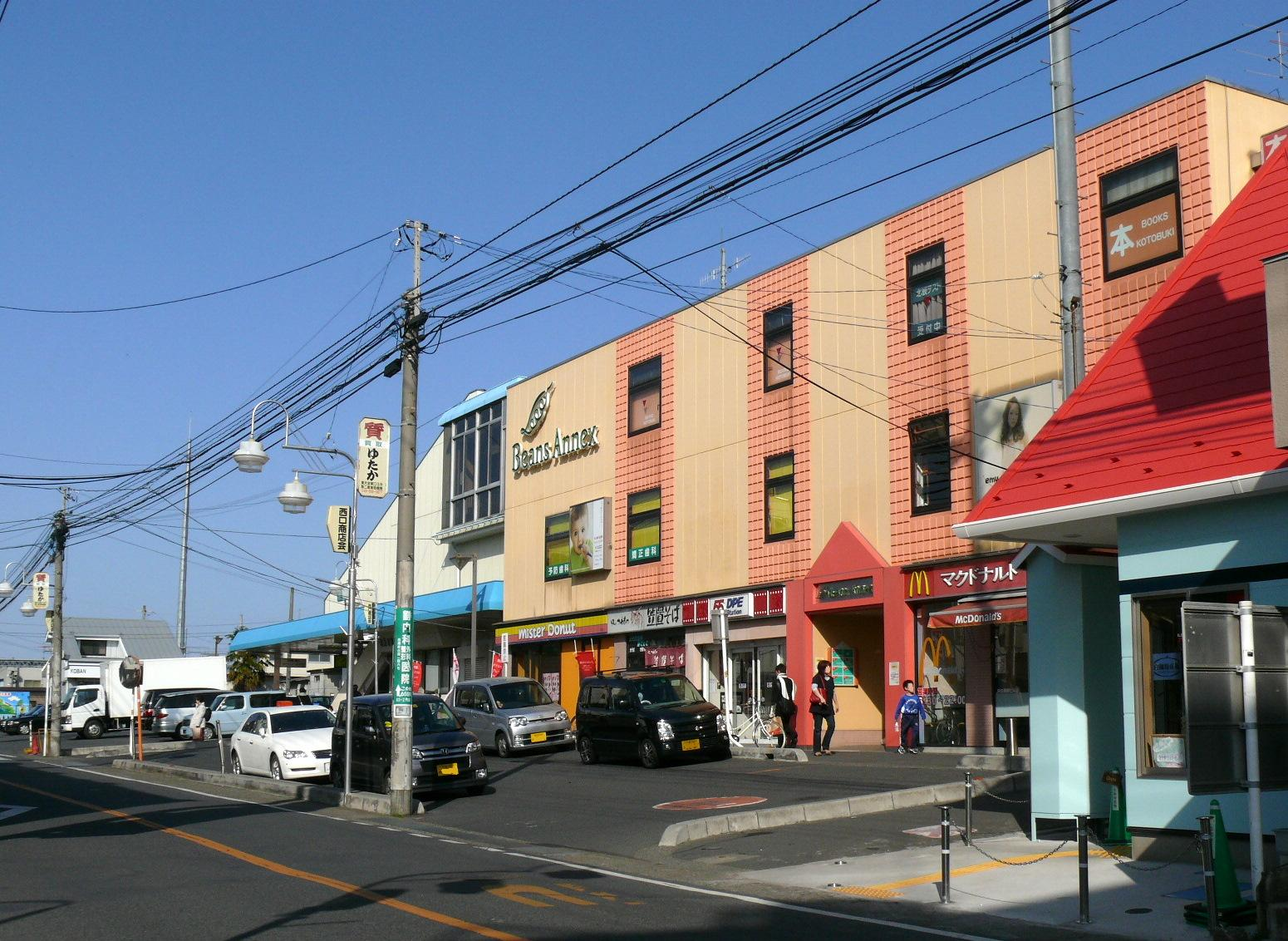
西口駅前に併設された駅ビル「ビーンズアネックス」
（2009年）

現在の駅舎が完成するまでは西口が駅舎・改札口であった。1番線ホームと西口駅前広場の間に残る木造の建物は旧駅舎の一部である。
駅西側には白岡駅西口商店街、本町通り商店街がある。白岡駅西口商店街は埼玉県道145号白岡停車場南新宿線の起点周辺から蓮田市南新宿の市境までが範囲の商店街である。また付近には白岡中央総合病院・小久喜久伊豆神社が所在している。本町通り商店街はかつての埼玉県道78号春日部菖蒲線の一部であった。埼玉縣信用金庫白岡支店を中心に形成されていたが、後継者不足などにより空き店舗も多くなっている。本町通り商店街を越え西側の市道を進むと白岡八幡宮が存在している。

### 東口

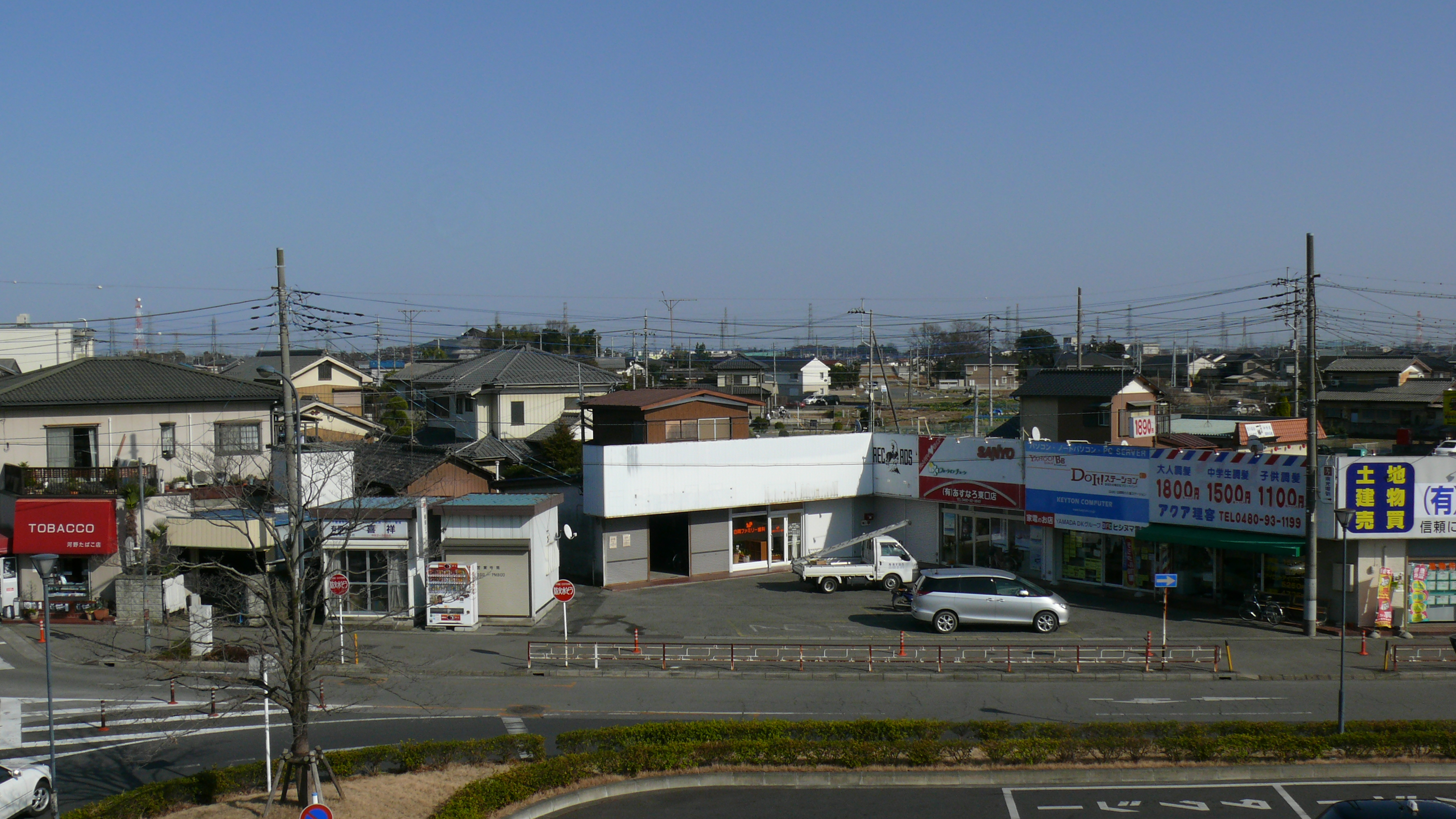
東口駅前（2010年）

東口にはかつて、サッポロビールの系列会社のビール用麦芽製造工場があり、引込線が伸びていた。引込線跡は市が管理する駐輪場に姿を変え、工場跡はマンション（パークシティ白岡）になっている。また、駅前は白岡市中央公民館・白岡郵便局などの公共施設、スーパーマーケット、ドラッグストアなどのチェーン店が立地している。中央公民館の隣の建物は1992年5月まで白岡町役場であった。東口周辺では区画整理事業が行われている。さらに、東北自動車道を挟み反対側は、白岡市役所・保健センター・ふれあいの森公園・白岡市総合運動公園・生涯学習センターこもれびの森などの公共施設が立地している。

## バス路線
西口に、朝日自動車菖蒲営業所の路線バスが発着する。国際興業バスさいたま東営業所の運行する深夜急行バス（西口）は運休中。

### 西口
白岡駅
- 朝日自動車
  - SR01：菖蒲仲橋

白岡駅西口
- 国際興業バス
  - （運休中）ミッドナイトアロー蓮田・久喜：久喜駅 ※深夜急行バス。降車専用（大宮駅発）。平日運転

### その他
- 国際興業の「白岡駅西口」停留所は埼玉りそな銀行白岡駅西口出張所向かいの県道上にある。
- かつては太田新井・岩槻駅・春日部駅行きのバスも走っていた。
- 東口にはかつて白岡町内循環バスが乗り入れていた（2007年3月31日廃止）。
- 丸建つばさ交通（けんちゃんバス）が2022年7月から「東伸団地 - 白岡中央総合病院線」「蓮田駅西口 - 白岡中央総合病院線」を運行したが前者は2024年3月、後者は2025年3月に廃止された。

## 隣の駅
東日本旅客鉄道（JR東日本）
■宇都宮線
■快速（「ラビット」を含む）
通過
■普通
蓮田駅 - 白岡駅 - 新白岡駅

### 記事本文